# Picaflors de les Salomó
El picaflors de les Salomó (Dicaeum aeneum) és un ocell de la família dels diceids (Dicaeidae).

## Hàbitat i distribució
Habita boscos, vegetació secundària i terres de conreu de les Illes Salomó